# コラ (ロケット)

Cora

コラ（Cora）は欧州ロケット開発機構の実験用ロケット。四酸化二窒素とUDMHを推進剤とする。
ヨーロッパロケットの上段試験用に開発されていた。ロケットの1段目にフランスのコラリー（Coralie）、2段目にドイツのアストリス（Astris）が使用され、フェアリングはイタリアが開発することになっていた。
1966年、1967年にはフランスのCNESによって、コラリーのみによる単段式のコラ1バージョン（上段はモックアップ）が3度打ち上げられたが、成功は1度のみに終わっている。2段式のコラ2バージョンが打ち上げられることはなかった。

## 打上げ実績
| 打ち上げ日時 | 機体         | 射場    | 結果                         |
| ------------ | ------------ | ------- | ---------------------------- |
| 1966-11-27   | アマギール   | Cora G1 | 部分的成功、62秒後に制御不能 |
| 1966-12-18   | アマギール   | Cora G2 | 成功                         |
| 1967-10-25   | ビスカロッス | Cora G3 | 失敗                         |

## データ
- 全重量: 16,500 kg
- 全長: 11.50 m
- 直径: 2.01 m
- 推力: 220.00 kN
- 高度: 55 km